# 박근형
박근형(朴根瀅, 1940년 6월 7일~)은 대한민국의 배우이다. 1960년 서라벌예술초급대학 연극학과에 입학 후 연극계에 데뷔했다. 1963년 KBS 공채 탤런트 3기로 텔레비전 드라마에, 1968년 《지하실의 칠인》으로 영화계에 각각 데뷔했다. 악덕 재벌 회장이나, 지주 관료, 정치인과 같은 사회지도층 역을 많이 맡았다.

## 학력
- 정읍서국민학교(졸업)
- 정읍중학교(졸업)
- 휘문고등학교(졸업)
- 중앙대학교 연극영화과(1960년 입학)

## 출연작

### 드라마
- 1969년 TBC 사극 《춘하추동》
- 1969년 MBC 개국특집극 《사랑하는 갈대》
- 1969년 MBC 일일연속극 《언젠가 한 번쯤은》
- 1969년 MBC 일일연속극 《태평천하》
- 1969년 MBC 자유무대 《망향초》
- 1969년 MBC 일일연속극 《개구리 남편》
- 1969년 MBC 화요연속극 《유랑극단》
- 1969년 MBC 토요연속극 《회심곡》
- 1970년 MBC 일일연속극 《어명》
- 1970년 MBC 목요 연속 사극 《석양의 나그네》
- 1971년 MBC 목요연속극 《돌개바람》
- 1972년 KBS 금요드라마 《임진왜란》
- 1972년 KBS 일일연속극 《여로》
- 1972년 MBC 일일연속극 《갈대의 노래》
- 1973년 KBS 실화극장 《구룡반도》
- 1973년 KBS 일요사극 《어사》
- 1973년 KBS 주간연속극 《세종대왕》 ... 양녕대군 이제 역
- 1974년 KBS KBS무대 《전화》, 《어떤 부부》, 《계집 하인》, 《날개》
- 1974년 KBS 일일연속극 《꽃피는 팔도강산》
- 1974년 KBS 일일연속극 《에루야》
- 1974년 MBC 일일연속극 《수선화》
- 1975년 MBC 일일연속극 《안녕》
- 1975년 KBS KBS무대 《무정》
- 1975년 TBC 주간연속극 《셋방살이》
- 1976년 TBC 일일연속극 《풍운백년》
- 1976년 TBC 주말연속극 《결혼행진곡》
- 1977년 MBC 주말연속극 《후회합니다》 ... 이준우 역
- 1978년 MBC 주말연속극 《청춘의 덫》 ... 노영국 역
- 1978년 MBC 일일연속극 《미소》
- 1978년 MBC 일일연속극 《행복을 팝니다》
- 1978년 MBC 주말연속극 《바람은 불어도》
- 1979년 MBC 3.1절 특집극 《대한문》
- 1979년 MBC 일일연속극 《하얀 민들레》
- 1979년 MBC 일일연속극 《당신은 누구시길래》
- 1979년 MBC 주말연속극 《산이 되고 강이 되고》
- 1979년 MBC 수사실화극 《수사반장 - 70년대 결산 시리즈 제2편 내리막길》 ... 이종대 역
- 1980년 MBC 주말연속극 《종점》 ... 기대훈 역
- 1980년 MBC 주간연속극 《홍변호사》 ... 홍변호사 역
- 1980년 MBC 창사특집극 《흥부전》
- 1981년 MBC 특별기획드라마 《제1공화국》 ... 고하 송진우 역
- 1981년 MBC 일일연속극 《나리집》
- 1981년 KBS2 미니시리즈 《천과 지》
- 1981년 KBS1 주간연속극 《시효인간》
- 1981년 MBC 특집극 《가장 긴 여름》
- 1981년 KBS1 TV 문학관 《무진기행》
- 1982년 KBS1 신춘드라마 《봄에는 개나리》
- 1982년 KBS2 주간연속극 《사랑의 조건》
- 1982년 KBS2 일일연속극 《세 자매》
- 1983년 KBS1 아침드라마 《은하의 꿈》
- 1983년 KBS2 주간연속극 《산유화》
- 1983년 KBS2 주간연속극 《청춘일기》
- 1983년 KBS1 일일연속극 《금남의 집》 ... 교장 역
- 1984년 KBS1 TV 문학관 《절벽》
- 1984년 KBS1 특집드라마 《전쟁 6.25》
- 1984년 KBS1 7.27 휴전특집극 《휴전 6.25》 ... 백선엽 역
- 1984년 KBS2 수목드라마 《불꽃놀이》 ... 지훈 역
- 1985년 KBS1 일일연속극 《은빛 여울》
- 1985년 KBS2 주간연속극 《형사기동대》
- 1985년 KBS1 특집드라마 《오성장군 김홍일》
- 1986년 KBS2 수목드라마 《이별 그리고 사랑》
- 1987년 KBS2 주말연속극 《애정의 조건》
- 1987년 KBS1 석가탄신일특집드라마 《이차돈》
- 1987년 MBC 단막극 《MBC 베스트셀러극장 - 피아노 살인》
- 1987년 MBC 미니시리즈 《막차로 온 손님들》
- 1987년 MBC 미니시리즈 《유혹》 ... 장씨 역
- 1987년 MBC 주말연속극 《사랑과 야망》 ... 한 사장 역
- 1988년 KBS1 특집드라마 《서울에서 제일 비싼 미소》
- 1988년 KBS2 수목드라마 《황금의 탑》
- 1988년 KBS1 특집극 《바라밀》
- 1988년 MBC 미니시리즈 《인간시장》 ... 박 회장 역
- 1988년 MBC 미니시리즈 《모래성》 ... 김진현 역
- 1989년 KBS1 특집극 《지포리에서 생긴 일》
- 1989년 MBC 정치드라마 《제2공화국》 ... 육군참모총장 이종찬 역
- 1989년 MBC 미니시리즈 《제5열》 ... 정보국장 역
- 1989년 KBS1 8.15특집극 《영주의 증명》
- 1989년 KBS2 미니시리즈 《절반의 실패 - 제7화 이혼녀》
- 1990년 KBS1 제1회 KBS단막극공모 당선작 《밤기차》 ... 노 감독 역
- 1990년 KBS2 아침드라마 《아내의 뜰》
- 1990년 KBS2 주말연속극 《야망의 세월》 ... 신호그룹 최두익 회장 역
- 1991년 MBC 미니시리즈 《장미빛 인생》 ... 태성 역
- 1991년 MBC 미니시리즈 《내 마음은 호수》 ... 이영설 역
- 1991년 MBC 창사 30주년 특별기획드라마 《여명의 눈동자》 ... 고등계 형사 스즈끼(최두일) 역
- 1991년 SBS 개국특집극 《미늘》
- 1992년 SBS 일요드라마 《금잔화》 ... 조자경 변호사 역
- 1992년 MBC 6.25특집극 《나목》 ... 미군 PX 화가 옥희도 역
- 1992년 MBC 주말연속극 《마포 무지개》 ... 황대일 역
- 1992년 SBS 소설극장 《관촌수필》 ... 민구 부친 역
- 1993년 MBC 정치드라마 《제3공화국》 ... 대통령 경호실장 박종규 역
- 1993년 KBS2 미니시리즈 《굿모닝 영동》 ... 주근엄 역
- 1993년 SBS 아침연속극 《여자의 거울》 ... 서태일 역
- 1993년 SBS 창사 3주년 특별기획드라마 《머나먼 쏭바강》 ... 주월한국대사관 무관부 박광우 대령 역
- 1993년 MBC 주말연속극 《엄마의 바다》 ... 김영서, 김경서의 아버지 김대봉 역
- 1993년 KBS2 미스테리 멜로 《금요일의 여인 - 제1화 최명길의 벼랑 끝에 선 여자》
- 1993년 SBS 드라마스페셜 《친애하는 기타 여러분》 ... 이문정 역
- 1994년 KBS2 미니시리즈 《폴리스》 ... 한일 조폭두목 카네스기 지로 (푸른용 아오류) 역
- 1994년 MBC 미니시리즈 《아담의 도시》 ... 장국철 회장 역
- 1994년 MBC 미니시리즈 《마지막 연인》
- 1995년 KBS2 주말연속극 《젊은이의 양지》 ..하일태 역
- 1995년 MBC 정치드라마 《제4공화국》 ... 제8대 중앙정보부장 김재규 역
- 1995년 KBS2 미니시리즈 《갈채》
- 1995년 MBC 광복 50주년 특별기획드라마 《전쟁과 사랑》
- 1995년 SBS 아침연속극 《그대 목소리》 ... 홍익균 역
- 1995년 KBS2 수목드라마 《바람의 아들》
- 1995년 SBS 광복 50주년 특별기획드라마 《모래시계》 ... 윤재용 회장 역
- 1996년 KBS2 특집드라마 《아버지》
- 1996년 SBS 3.1절 특집드라마 《안중근》 ... 이토 히로부미 역
- 1996년 KBS1 일일연속극 《사랑할때까지》 ... 봉섭 역
- 1996년 MBC 주간연속극 《강력반》 ... 수사반장 고동석 역
- 1996년 SBS 수목드라마 《형제의 강》 ... 서준수, 서준식, 서준호, 서정자 부친 서복만 역
- 1996년 SBS 대하드라마 《임꺽정》 ... 윤원형 역
- 1997년 MBC 주말연속극 《예스터데이》 ... 윤명규 역
- 1997년 SBS 일일연속극 《지평선 너머》 ... 송만호 역
- 1998년 KBS2 시트콤 《행복을 만들어 드립니다》
- 1998년 SBS 주말극장 《사랑해 사랑해》 … 이승민의 할아버지 역
- 1998년 KBS2 특별기획 미니시리즈 《진달래꽃 필 때까지》
- 1998년 KBS2 미니시리즈 《맨발의 청춘》 ... 서울지방검찰청 특수부장 기성재 검사 역
- 1998년 SBS 일일연속극 《7인의 신부》 ... 장군 할아버지 역
- 1998년 MBC 수목드라마 《대왕의 길》 ... 영조 역
- 1998년 MBC 특별기획 미니시리즈 《애드버킷》 ... 신화로펌 대표변호사 서승권 역
- 1998년 MBC 주말연속극 《사랑과 성공》 ... 김한조 역
- 1999년 SBS 아침연속극 《지금은 사랑할 때》 ... 장호기 역
- 1999년 MBC 미니시리즈 《흐르는 것이 세월뿐이랴》 ... 박민식 역
- 1999년 MBC 6.25특집드라마 《오른손과 왼손》 ... 김재규 역
- 1999년 MBC 수목드라마 《눈물이 보일까봐》 ... 조두식 역
- 1999년 MBC 일일연속극 《날마다 행복해》 ... 나 사장 역
- 1999년 MBC 미니시리즈 《햇빛속으로》 ... 강인하 부친 강경환 회장 역
- 2000년 KBS 설특집드라마 《오천씨의 비밀번호》 ... 오천 역[2]
- 2000년 KBS2 주말연속극 《꼭지》 ... 송만호 역
- 2000년 SBS 드라마 스페셜 《불꽃》 ... 최창순 역
- 2000년 MBC 일일연속극 《온달 왕자들》 ... 주창균 역
- 2000년 SBS 창사 10주년 드라마스페셜 《경찰특공대》 ... 오 사범 역
- 2000년 MBC 미니시리즈 《비밀》 ... 지은 부 역
- 2000년 MBC 창사 39주년 특집드라마 《가시고기》 ... 박 화백 역
- 2001년 MBC 미니시리즈 《맛있는 청혼》 ... 김효동 양부친 김갑수 역
- 2001년 KBS2 미니시리즈 《비단향꽃무》 ... 강우혁 부친 역
- 2001년 MBC 주말연속극 《그 여자네 집》 ... 김영욱 부 역
- 2001년 SBS 아침연속극 《이별 없는 아침》 ... 권기섭 역
- 2001년 KBS2 미니시리즈 《순정》 ... 이찬석 부 역
- 2001년 SBS 주말극장 《화려한 시절》 ... 박근천 역
- 2001년 KBS 특별기획드라마 《명성황후》 ... 이노우에 가오루 역
- 2002년 MBC 아침연속극 《내 이름은 공주》 ... 한춘식 역
- 2002년 KBS2 미니시리즈 《러빙유》 ... 이창완 역
- 2002년 MBC 일일연속극 《인어 아가씨》 ... 은아리영, 은예영 부친 태양일보 문화부국장 은진섭 역
- 2002년 SBS 드라마 스페셜 《정》 ... 태봉 역
- 2002년 SBS 아침연속극 《얼음꽃》 ... 강인철 역
- 2002년 SBS 오픈드라마 남과 여 《초록색 카드》 ... 수진 부, 조상균 역
- 2003년 SBS 드라마 스페셜 《선녀와 사기꾼》 ... 심춘식 역
- 2003년 SBS 주말극장 《태양의 남쪽》 ... 차 회장 역
- 2003년 KBS 대하드라마 《무인시대》 ... 천조제 역
- 2004년 MBC 월화 미니시리즈 《불새》 ... 서문수 회장 역
- 2004년 KBS2 아침연속극 《아름다운 유혹》 ... 신성필 역
- 2004년 SBS 일일연속극 《소풍가는 여자》 ... 진풍길 역
- 2004년 MBC 석가탄신일 특집극 《연화도》 ... 청죽 역
- 2005년 SBS 드라마 스페셜 《홍콩 익스프레스》 ... 최 회장 역
- 2005년 MBC 주말연속극 《사랑찬가》 ... 강동파 역
- 2005년 SBS 금요드라마 《사랑공감》 ... 윤지숙 부친 역
- 2005년 KBS2 방송 78주년 특집드라마 《유행가가 되리》 ... 정수근 역
- 2005년 SBS 주말 특별기획 《백만장자와 결혼하기》 ... 영훈 부친 김영대 역
- 2006년 MBC 창사 45주년 특별기획드라마 《주몽》 ... 해부루 역 (특별출연)
- 2006년 KBS 대하드라마 《대조영》 ... 대하아복고 역
- 2006년 MBC 주말 특별기획드라마 《불꽃놀이》 ... 나라 부친 신호섭 역
- 2006년 MBC 주말연속극 《누나》 ... 건우 부친 역
- 2006년 SBS 추석특집드라마 《내 사랑 달자씨》 ... 강정길 역
- 2006년 KBS2 4부작드라마 《특수수사일지 - 1호관 사건》 ... 장현석 역
- 2007년 MBC 아침드라마 《내 곁에 있어》 (특별출연)
- 2007년 SBS 월화드라마 《사랑하는 사람아》 ... 이성철 역
- 2007년 SBS 드라마 스페셜 《외과의사 봉달희》 ... 한국대학교병원 일반외과 과장 이현탁 박사 역
- 2007년 KBS2 월화 미니시리즈 《못된 사랑》 ... 강용기의 아버지, 강우택 회장 역
- 2008년 MBC 주말연속극 《천하일색 박정금》 ... 박봉필 역
- 2008년 KBS2 단막극 《HD TV문학관 - 봄, 봄봄》 ... 목장주인 덕배 역
- 2008년 KBS2 아침연속극 《난 네게 반했어》 ... 배덕배 역
- 2008년 MBC 창사 47주년 특별기획드라마 《에덴의 동쪽》 ... 민 회장 역
- 2008년 SBS 주말극장 《유리의 성》 ... 김두형 역
- 2009년 KBS1 일일연속극 《집으로 가는 길》 ... 유건영 역
- 2009년 MBC 수목 미니시리즈 《돌아온 일지매》 ... 김자점 역
- 2009년 MBC 주말 특별기획드라마 《보석비빔밥》 ... 서로마 회장 역
- 2010년 SBS 주말극장 《이웃집 웬수》 ... 윤인수 역
- 2010년 SBS 드라마 스페셜 《대물》 ... 민우당 전 대표 조배호 역
- 2010년 SBS 월화드라마 《괜찮아, 아빠딸》 ... 정필석 역
- 2011년 MBC 아침연속극 《당신 참 예쁘다》 ... 서진명 회장 역 (특별출연)
- 2011년 SBS 미니시리즈 《더 뮤지컬》 ... 유 회장 역
- 2011년 채널A 미니시리즈 《컬러 오브 우먼》 ... 윤 회장 역
- 2012년 SBS 주말극장 《맛있는 인생》 ... 최인구 역
- 2012년 SBS 월화 미니시리즈 《추적자 THE CHASER》 ... 한오그룹 서동환 회장 역
- 2012년 채널A 미니시리즈 《판다양과 고슴도치》 ... 박병무 역
- 2012년 tvN 수목드라마 《제3병원》 ... 김하윤 역
- 2012년 MBC 기획특집극 《못난이 송편》 ... 교장 역 (특별출연)
- 2012년 SBS 미니시리즈 《드라마의 제왕》 ... 남국현 회장 역 (특별출연)
- 2013년 MBC 아침드라마 《잘났어 정말》 ... 이대관 역
- 2013년 SBS 월화대기획 《황금의 제국》 ... 최동성 역
- 2013년 SBS 미니시리즈 《수상한 가정부》 ... 우금치 역
- 2013년 MBC 주말드라마 《사랑해서 남주나》 ... 정현수 역
- 2014년 MBC 일일연속극 《엄마의 정원》 ... 차동수 역
- 2014년 MBN 특별기획드라마 《천국의 눈물》 ... 진만봉 역
- 2014년 MBC 주말연속극 《전설의 마녀》 ... 마태산 역
- 2015년 MBC 수목드라마 《앵그리맘》 ... 강수찬 역
- 2015년 JTBC 금토드라마 《라스트》 ... 왕 회장 역
- 2015년 MBC 일일특별기획 《아름다운 당신》 ... 조윤재 역
- 2016년 SBS 아침드라마 《사랑이 오네요》 ... 나대기 회장 역
- 2017년 tvN 수목드라마 《크리미널 마인드》 ... 권청장 역 (특별출연)
- 2017년 JTBC 금토드라마 《언터처블》 ... 장범호 역
- 2018년 OCN 월화드라마 《그남자 오수》 ... 오만수 역
- 2018년 SBS 아침드라마 《나도 엄마야》 ... 신태종 회장 역
- 2018년 MBC 주말특별기획 《신과의 약속》 ... 김상천 회장 역
- 2019년 SBS 드라마 스페셜 《닥터 탐정》...최곤 역
- 2020년 tvN 수목드라마 《메모리스트》...진재규의 아버지 역
- 2021년 JTBC 금토드라마 《언더커버》 ... 이만호 역
- 2021년 SBS 금토드라마 《모범택시》 ... 회장 역 (특별출연)
- 2022년 iHQ 월화드라마 《스폰서》 ...박 회장 역
- 2022년 JTBC 토일드라마 《모범형사 2》 ... 정인범 역
- 2024년 KBS2 주말드라마 《미녀와 순정남》 ... 김준섭 역(특별출연)
- 2024년 Netflix 오리지널 드라마 《돌풍》 … 강 회장 역

### 영화
- 1969년 《지하실의 칠인》
- 1973년 《서울의 연인》
- 1974년 《호랑이 아줌마》
- 1974년 《국회 푸락치》
- 1974년 《특별수사본부 국회 푸락치》
- 1974년 《흑나비》
- 1974년 《들국화는 피었는데》
- 1974년 《악마의 제자들》
- 1975년 《본능》
- 1975년 《이중섭》
- 1975년 《연인들》
- 1975년 《새벽에 온 방문객》
- 1975년 《특별수사본부 외팔이 김종원》
- 1975년 《황토》
- 1975년 《왜 그랬던가》
- 1975년 《광녀》 ... 광일 역
- 1975년 《숲과 늪》
- 1975년 《꽃과 뱀》
- 1975년 《흑야》
- 1976년 《비녀》
- 1976년 《맨발의 눈길》
- 1976년 《불꺼진 창》
- 1976년 《성춘향전》
- 1976년 《아내》
- 1977년 《광화문통 아이》
- 1977년 《엄마 없는 하늘아래》
- 1977년 《설국》 ... 상민 역
- 1977년 《사랑의 나그네》
- 1978년 《속 엄마 없는 하늘아래》
- 1978년 《청춘의 문》
- 1978년 《문》
- 1978년 《어딘가에 엄마가》
- 1978년 《생사의 고백》
- 1978년 《엄마 없는 하늘 아래 3 - 병아리들의 잔칫날》
- 1978년 《산골 나그네》
- 1978년 《슬픔은 이제 그만》
- 1978년 《비둘기의 합창》
- 1978년 《망명의 늪》
- 1979년 《여수》
- 1979년 《속 O양의 아파트》
- 1979년 《비색》
- 1979년 《청춘의 덫》
- 1979년 《밤이면 내리는 비》
- 1979년 《태양을 훔친 여자》
- 1979년 《율곡과 신사임당》 ... 선조 역
- 1979년 《누가 이 아픔을》 ... 이 대위 역
- 1980년 《영원한 유산》
- 1980년 《마지막 밀애》
- 1980년 《오사까의 외로운 별》
- 1981년 《그 사랑 한이 되어》
- 1981년 《매일 죽는 남자》
- 1981년 《꼭지 꼭지》
- 1981년 《종군수첩》
- 1981년 《별들의 고향 3》
- 1981년 《초대받은 사람들》
- 1982년 《우상의 눈물》 ... 권달호 역
- 1982년 《13월의 연정》 ... 성우현 역
- 1983년 《철인들》
- 1983년 《불의 딸》
- 1984년 《그 여름의 마지막 날》
- 1984년 《가고파》 ... 성규 역
- 1985년 《사랑이 시작되는 날》
- 1985년 《훔친 사과가 맛이 있다》
- 1985년 《피조개 뭍에 오르다》
- 1986년 《티켓》 ... 김동민 역
- 1986년 《엘리베이터 올라타기》 ... 한 사장 역
- 1987년 《먼 여행 긴 터널》
- 1987년 《요화 어을우동》
- 1987년 《화려한 변신》
- 1988년 《벽속의 부인》
- 1989년 《아낌없이 주련다》
- 1990년 《누가 붉은 장미를 꺾었나》
- 1991년 《누가 용의 발톱을 보았는가》
- 1991년 《매혹》
- 1991년 《피와 불》 ... 김경철 역
- 1992년 《가진것 없소이다》
- 1992년 《아들과 연인》 ... 현태 역
- 1995년 《무궁화 꽃이 피었습니다》 ... 최영수 역
- 1996년 《보스》 ... 석이형 역
- 1996년 《채널 식스 나인》 ... 황 의원 역
- 1996년 《그들만의 세상》 ... 아버지 역
- 1997년 《아버지》 ... 한정수 역
- 2000년 《산책》 ... 영훈 아버지 역
- 2001년 《광시곡》 ... 유진철 역
- 2002년 《보스 상륙 작전》 ... 신임 검찰총장 역
- 2002년 《가문의 영광》 ... 3J파 장정종 회장 역
- 2004년 《공공의 적 2》 ... 부총재 역
- 2010년 《평행 이론》 ... 법원장 역
- 2010년 《그랑프리》 ... 황만출 역
- 2012년 《가문의 귀환》 ... 장정종 회장 역
- 2013년 《고령화가족》 ... 구씨 역
- 2013년 《저스틴》 ... 레그녕타르 역 (더빙)
- 2015년 《장수상회》 ... 김성칠 역
- 2016년 《탐정 홍길동: 사라진 마을》 ... 김병덕 역
- 2016년 《그랜드파더》 ... 박기광 역
- 2017년 《사랑하기 때문에》 ... 할아버지 역
- 2018년 《조선명탐정: 흡혈괴마의 비밀》 ... 김신 역
- 2019년 《증인》 ... 순호 부 역
- 2019년 《자전차왕 엄복동》 ... 하세가와 역
- 2020년 《삼진그룹 영어토익반》 ... 오 회장 역
- 2021년 《아들의 이름으로》 ... 박기준 역
- 2021년 《동백》 ... 황순철 역
- 2022년 《리멤버》 … 김치덕 역
- 2024년 《소풍》 … 태호 역

## 연기 외 활동

### 방송
- 1977년 KBS 《내고장만세》
- 1978년 DBS 《박근형의 여성넘버원》
- 1995년 KBS 《밤과 음악사이》
- 1995년 KBS 《가족오락관》
- 2012년 KBS 《김승우의 승승장구》 - 게스트
- 2013년 TV조선 《박근형의 추적자》
- 2013년 tvN 《꽃보다 할배》
- 2013년 KBS 《연예가중계》 - 게릴라 데이트
- 2014년 tvN 《꽃보다 할배 스페인편》
- 2014년 SBS 《열창클럽 썸씽》 - 게스트
- 2015년 tvN 《꽃보다 할배 그리스편》
- 2016년 MBC 《휴먼다큐 사랑》 러브 미 텐더 - 내레이션
- 2018년 tvN 《꽃보다 할배》
- 2021년 MBN 《그랜파》

### CF
- 1976년 서울식품 스노우샤베트
- 1977년 오리엔트 시계 오리엔트 솔라론
- 1979년 태광산업 신사복지 숙녀복지
- 1984년 효성 스완 BCF 카페트
- 1984년 CJ제일제당 백설햄
- 1984년 유한양행 게브랄티
- 1985년 삼미 스테인레스 파이프
- 1986년 삼성전자 크린하우스
- 1986년 대선주조 장생오가피주
- 1986년 동아제약 비오자임
- 1988년 ~ 1989년  롯데칠성 칠성사이다
- 1988년 한국법률정보은행 엑스프레스
- 1989년 동일레나운 아놀드파마
- 1989년 보령제약 아데나씨
- 1989년 ~ 1990년 조광페인트 조광페인트 기업PR
- 1989년 한창 탑폰
- 1990년 연합인슈 그라스울파넬
- 1991년 호주정부관광청 (그레그 노먼과 공동출연)
- 1991년 용신양말
- 1992년 김정문알로에 그린베라,알로에센스,베라겔
- 1992년 LG하우시스 큐빅
- 1993년 LG하우시스 노브롱 베르디
- 1995년 동아제약 써큐란
- 1996년 롯데푸드 파스퇴르 기업 pr
- 2009년 좋은상조 좋은상조
- 2010년 호주축산공사 호주청정우
- 2013년 LG유플러스 U+TVG (꽃보다 할배 팀으로 출연)
- 2013년 귀뚜라미보일러 (꽃보다 할배 팀으로 출연)
- 2013년 넷마블 모두의마블 (꽃보다 할배 팀으로 출연)
- 2014년 대상포진 홍보 영상(김해숙과 공동출연)
- 2015년 대한보청기 대한보청기 맞춤 렌탈 지면광고
- 2016년 디오 디지털임플란트 디오나비 (이서진과 공동출연)
- 2016년 메르세데스-벤츠 Care&Trust 캠페인

## 수상
- 1968년 제5회 동아연극상 연기상
- 1974년 제13회 대종상 남우주연상 《이중섭》
- 1979년 제15회 백상예술대상 영화부문 남자 최우수연기상 《망명의 늪》
- 1979년 한국일보주최 올해의 배우상
- 1989년 제25회 백상예술대상 TV부문 인기상 《모래성》
- 1991년 제29회 대종상 남우조연상 《누가 용의 발톱을 보았는가》
- 1996년 SBS 연기대상 대상 《형제의 강》
- 1997년 제24회 한국방송대상 남자 탤런트상 《형제의 강》
- 1999년 MBC 연기대상 특별상
- 2000년 KBS 연기대상 남자 최우수연기상 《꼭지》
- 2002년 MBC 연기대상 특별상 《인어 아가씨》
- 2005년 KBS 연기대상 남자 특집단막극상 《유행가가 되리》
- 2007년 제5회 대한민국문화환경대상 탤런트부문
- 2008년 MBC 연기대상 연속극부문 황금연기상 《천하일색 박정금》, 《에덴의 동쪽》
- 2010년 SBS 연기대상 공로상 《대물》
- 2012년 SBS 연기대상 방송3사 PD들이 뽑은 프로듀서상 《추적자 THE CHASER》
- 2013년 제13회 대한민국청소년영화제 원로배우부문 인기영화인상
- 2015년 제14회 대한민국 국회대상 공로상
- 2015년 제23회 대한민국문화연예대상 영화부문 대상 《장수상회》
- 2016년 제20회 부천국제판타스틱영화제 코리안 판타스틱 남우주연상 《그랜드파더》
- 2016년 제1회 tvN10 Awards 예능아이콘상 《꽃보다 할배》
- 2017년 제8회 대한민국 대중문화예술상 은관문화훈장 서훈

## 참고 사항
- 1984년, TV방송연기자협회와 KBS 사이의 갈등으로 인해 KBS 2TV <미망인> 남자 주인공 후보에 한때 거론되었지만 무산된 적이 있었다.[3]